# Acacia phlebocarpa
Acacia phlebocarpa — вид квіткових рослин з родини бобових. Ареал: Австралія (Західна Австралія, Квінсленд, Північна територія).

## Середовище
Росте на неглибоких кам'янистих і піщаних ґрунтах або на глибоких латеритних ґрунтах у відкритих лісах або у видах Triodia. Гербарні зразки також збирали з евкаліптових лісів.

## Біоморфологічна характеристика
Це кущ заввишки 0.4–4 метри, який цвіте в листопаді та грудні. Кущ має сплощену крону. Має голі або з лініями притиснутих волосків, товсті та смолисті гілочки зі стійкими прилистками довжиною від 1 до 1,5 мм. Філодії прямі, від вузькоеліптичної до видовжено-еліптичної форми, у довжину від 2 до 5,5 см і вшир від 4 до 12 мм. Філодії мають три віддалені підняті головні жилки з багатьма паралельними вторинними жилками. Цвіте з квітня по червень і дає жовті квітки. Прості суцвіття розташовані поодиноко в пазухах. Сферичні голови кулястої форми мають діаметр від 7 до 8 мм і містять від 45 до 60 квіток золотистого кольору. Лінійні стручки сильно вигнуті або мають один виток. Стручки мають довжину до 6 см і ширину від 4 до 6 мм і містять насіння від широко-еліптичної до майже круглої форми. Блискуче чорне насіння має довжину від 3,8 до 4,3 мм.